# فصل برداشت: قهرمان دره لیف
فصل برداشت: قهرمان دره لیف (به انگلیسی: Harvest Moon: Hero of Leaf Valley) و (به ژاپنی: 牧場物語シュガー村と皆の願い Bokujou Monogatari: Sugar Mura to Minna no Negai) یکی از بازی‌های در سبک شبیه‌سازی ساخت‌وساز و مدیریت مزرعه است که توسط شرکت مارولوس انترتینمنت و ناتسومه طراحی و ساخته شد. این بازی که در سری بازی‌های داستان فصل‌ها قرار دارد، برای نخستین بار در ۱۹ مارس ۲۰۰۹ و در ژاپن انتشار یافت. این بازی در ۲۶ آوریل ۲۰۱۰ و ۱۲ نوامبر ۲۰۱۰ نیز، به ترتیب در ایالات متحده و اتحادیه اروپا، عرضه شد. فصل برداشت: قهرمان دره لیف، به شکل اختصاصی برای کنسول بازی دستی پلی‌استیشن همراه طراحی گردیده است.
بازی همانند دیگر نسخه‌های این سری، داستان‌های یک شخصیت کشاورز را روایت می‌کند که در یک مزرعه، فعالیت می‌کند. این عنوان در واقع بازسازی و بهبودیافته بازی فصل برداشت: نجات سرزمین مادری محسوب می‌شود که تغییرات عمده‌ای در آن اعمال شده است. با وجود این تغییرات، روح اصلی بازی که همان تجربه مزرعه‌داری و زندگی روستایی است حفظ شده است. بازیکنان همچنان می‌توانند انتظار چرخه‌های فصلی، مراسمات روستایی و تعامل با ساکنین را داشته باشند، اما این بار با کیفیت و عمق بسیار بیشتری نسبت به نسخه اصلی. این بازسازی نشان می‌دهد که چگونه یک عنوان کلاسیک می‌تواند با حفظ اصول اولیه‌اش، خود را با استانداردهای روز بازی‌سازی تطبیق دهد و تجربه‌ای تازه برای بازیکنان جدید و قدیمی ایجاد کند.

## داستان
بازیکن که به‌طور پیش‌فرض «توی» نام دارد، پس از شنیدن خبر مرگ پدربزرگش به دره لیف سفر می‌کند تا وسایل او را جمع‌آوری کند. او متوجه می‌شود شرکت فانلند قصد دارد این روستا را ظرف دو سال آینده به یک پارک تفریحی تبدیل کند. در این حین، با سه روح طبیعت به نام‌های نیک، ناک و فلاک و همچنین الهه برداشت آشنا می‌شود که از او می‌خواهند در مزرعه بماند و به آنها کمک کند.
توی تصمیم می‌گیرد مزرعه پدربزرگش را نجات دهد و با تلاش فراوان، وضعیت روستا را تغییر دهد. او با آلیس، مدیرعامل فانلند، و دو مأمور او به نام‌های چارلز و رنتون ملاقات می‌کند که سند مالکیت روستا را در اختیار دارند؛ بنابراین، هدف اصلی او جلوگیری از نقشه‌های فانلند و افزایش محبوبیت روستا برای نجات آن می‌شود، در حالی که باید با ربات‌های ساخت آلیس نیز مقابله کند. با انتخاب مسیرهای مختلف، بازیکن می‌تواند تا ۱۶ راه مختلف برای نجات روستا کشف کند.
اگر بازیکن تا پایان سال دوم موفق به نجات روستا شود، آلیس سند مالکیت را پس می‌دهد و بسته به اقدامات بازیکن، یا روستا را ترک می‌کند یا در آنجا می‌ماند. سپس چالش دوم آغاز می‌شود: توی باید تا پایان سال سوم مبلغ مشخصی پول به دست آورد تا پدرش (که فکر می‌کند او از عهده مدیریت مزرعه برنمی‌آید) را متقاعد کند تا اجازه دهد در روستا بماند.